# Saardu
Koordinaten: 58° 48′ N, 23° 36′ O
Saardu (deutsch Saardo) ist ein Dorf (estnisch küla) in der Stadtgemeinde Haapsalu (bis 2017: Landgemeinde Ridala) im Kreis Lääne in Estland.
Der Ort hat drei Einwohner (Stand 31. Dezember 2011). Er gehört zum Nationalpark Matsalu.